# Laredo Ranchettes West
Laredo Ranchettes West è un census-designated place (CDP) degli Stati Uniti d'America della contea di Webb nello Stato del Texas. La popolazione era di 0 abitanti al censimento del 2010. Questo era un nuovo CDP formato da parti del CDP di Laredo Ranchettes prima del censimento del 2010.

## Geografia fisica
Laredo Ranchettes West è situata a 27°29′24″N 99°22′13″W (27.490034, -99.370145).
Secondo lo United States Census Bureau, il CDP ha una superficie totale di 0,19 km² ed è priva di acque interne.

## Società

### Evoluzione demografica
Secondo il censimento del 2010, la popolazione era di 0 abitanti.